# Варненска низина
Варненската низина е разпорожена в област Варна, Източна Дунавска равнина.
Простира се между Франгенското плато, Авренското плато, Варненското езеро, Белославското езеро и Черно море. В низината са градовете Аксаково, Игнатиево и Варна, на който е наименувано.
Низината достига до 260 метра н.в. край Побитите камъни, а най-ниската ѝ точка е морското равнище край Варна.
Южната част на низината е плоска, а останалите части са стръмни, включително и някои плажове.